# St. Louis Gasoline Motor Company
St. Louis Gasoline Motor Company war ein US-amerikanischer Hersteller von Automobilen und Motoren. Es findet sich auch die Firmierung St. Louis Gasolene Motor Company.

## Unternehmensgeschichte
Louis Langan hatte 1897 Europa besucht und sich dort über den Automobilbau informiert. Ab Sommer 1898 stellte er in St. Louis in Missouri zunächst mindestens zwei Personenkraftwagen her. Der Markenname lautete zunächst Langan und 1899 St. Louis. Erst im November 1898 gründete er das Unternehmen. Beteiligt waren außerdem O. L. Anderson, L. H. Daman und J. D. Fishback. Der Schwerpunkt lag auf Motoren und Fahrzeugteile. Ein Auftrag über 100 Motoren, Kraftübertragungen und Fahrgestelle sorgte für weitere Investitionen. Als der Auftrag platzte, bedeutete das das Ende für das Unternehmen. Insgesamt entstanden nur wenige Fahrzeuge. 1900 wurde das Unternehmen aufgelöst.

## Fahrzeuge der Marke Langan
Langan verwendete zugekaufte Einzylindermotoren mit 1,75 PS Leistung. Das erste Fahrzeug war ein kleiner Runabout mit zwei Sitzen. Das Leergewicht war mit etwa 177 kg angegeben und die Höchstgeschwindigkeit mit 29 km/h.
Das nächste Fahrzeug wog etwa 259 kg.
Ein Motordreirad war zumindest geplant.

## Fahrzeuge der Marke St. Louis
Einzylinder-Viertaktmotoren mit 2 PS Leistung trieben die Fahrzeuge an.